# Bom Jesus das Selvas
Bom Jesus das Selvas är en kommun i Brasilien.   Den ligger i delstaten Maranhão, i den nordöstra delen av landet, 1 300 km norr om huvudstaden Brasília. Antalet invånare är 28 456.
Omgivningarna runt Bom Jesus das Selvas är huvudsakligen savann. Runt Bom Jesus das Selvas är det mycket glesbefolkat, med 7 invånare per kvadratkilometer.